# Грб Естонске ССР
Грб Естонске ССР је усвојен 1940. године од стране владе Естонске ССР. Грб се базира на грбу Совјетског Савеза. У средини грба се налази излазеће сунце и срп и чекић, симбол комунизма. Изнад њих је црвена звезда. Око грба се налазе гране четинара и пшеница, омотане црвеном траком са мотом Совјетског Савеза "Пролетери свих земаља, уједините се", написаном на естонском и руском језику, а испод трака са натписом "Eesti NSV" (Естонска скраћеница за "Естонска Совјетска Социјалистичка Република")
Грб је био на снази до 1990, када је замењен данашњим грбом Естоније.